# Šmarje pri Jelšah
Šmarje pri Jelšah (em alemão:  St. Marein bei Erlachstein) é um município da Eslovênia. A sede do município fica na localidade de mesmo nome.